# Mailänder Madonna

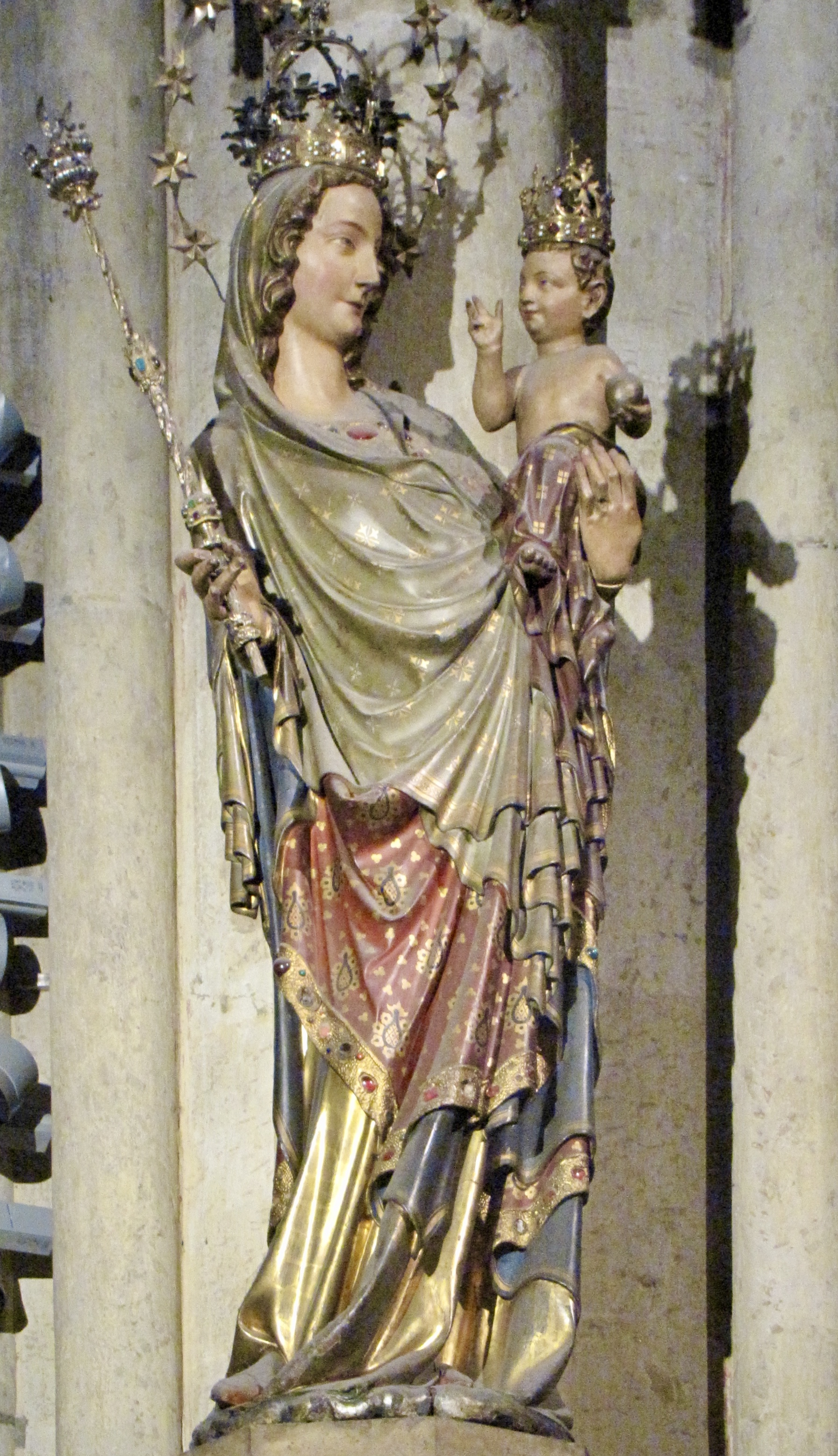
Hochgotisch-manieristisch: Mailänder Madonna (um 1300)

Die Mailänder Madonna ist eine hochgotische Holzstatue im Kölner Dom, die Maria mit dem Jesuskind zeigt. Die Statue ist von den Meistern der Dombauhütte um 1300 hergestellt worden und galt im Mittelalter als besonders verehrtes Gnadenbild, das das Zentrum der Marienkapelle bildete. Es ist eine der ältesten Madonnen-Statuen im Kölner Dom; sie ist seit dem 19. Jahrhundert an der Südwand der Marienkapelle aufgestellt.

## Geschichte
Der Überlieferung nach handelt es sich bei der Statue um ein Madonnenbild aus Mailand. Sie soll 1164 Erzbischof Rainald von Dassel zusammen mit den Gebeinen der Heiligen Drei Königen nach Köln gebracht haben. Auf diese Legende weist auch die bis heute gebräuchliche Benennung der Figur hin. Es wird vermutet, dass die tatsächlich aus Mailand stammende Marienstatue 1248 beim Brand des Alten Domes vernichtet wurde.
Ende des 13. Jahrhunderts wurde der Ostchor des doppelchörigen Alten Domes abgebrochen, der der Maria geweiht war. Im neuen Dom sollte die Marienkapelle in den südlichen Chorseitenschiffen als Ersatz dienen. Dorthin wurden auch die Gebeine des Rainald von Dassel überführt. Es ist anzunehmen, dass zu diesem Zeitpunkt auch die Mailänder Madonna, die er ursprünglich aus Mailand mitgeführt hatte, neu geschaffen wurde. Die Figur wurde unter einem aufwändigen, kreuzförmig ausgebildeten Baldachin auf dem Hauptaltar der Kapelle aufgestellt und war direkt auf die Grabtumba Rainalds bezogen.
Die aktuelle Statue wurde nach 1300 von einem Meister der Dombauhütte aus Nussbaumholz geschnitzt. Sie zierte den gotischen Baldachinaltar in der Marienkapelle auf der Südseite des Langchores und bildete damit das Zentrum der Kapelle. Die Mailänder Madonna wurde im Mittelalter als wundertätiges Gnadenbild verehrt und galt lange Zeit im Dom nach Dreikönigenschrein und Gerokreuz als drittes wichtiges Objekt der Verehrung.
Im 17. Jahrhundert wurde die Marienkapelle im barocken Stil neu gestaltet, der gotische Baldachin abgebrochen und die Statue in einem 1662/63 neu geschaffenen Barockaltar von Heribert Neuß integriert. Die neugotische Umgestaltung von Dombaumeister Ernst Friedrich Zwirner ersetzte 1856 den barocken Altar durch eine neugotische Altararchitektur, die das Gemälde von Friedrich Overbeck ins Zentrum rückte. Gleichzeitig wurde die Mailänder Madonna an die Seitenwand versetzt. Sie erhielt 1855 anlässlich einer Restaurierung Szepter und Krone und um 1900 eine neue Farbfassung. Seit 1948 bildet der Altar der Stadtpatrone von Stefan Lochner das Zentrum der Marienkapelle. Im Verlauf der Domgrabung wurden 1966/67 zahlreiche Fragmente des gotischen Baldachins wieder aufgefunden.

## Datierung und Künstler
Die Statue der Mailänder Madonna ist nach 1300 und vor 1322 geschaffen worden. Ihre große Ähnlichkeit mit den Chorpfeilerfiguren lässt den Schluss zu, dass sie unter der Aufsicht desselben Dombaumeisters Johannes entstanden sind. Nach umfassender kunsthistorischer Diskussion hat sich die Auffassung durchgesetzt, dass die Pfeilerfiguren und die Madonnen-Statue kurz vor der Chorweihe 1322 vollendet waren. Offen bleiben muss, ob die beteiligten Künstler Mitglieder der Kölner Bauhütte waren oder wandernde Meister, die für die Statuengestaltung nach Köln gekommen waren. Ebenso ist ungeklärt, ob Johannes selbst als Schöpfer der Figur angesprochen werden darf.

## Beschreibung

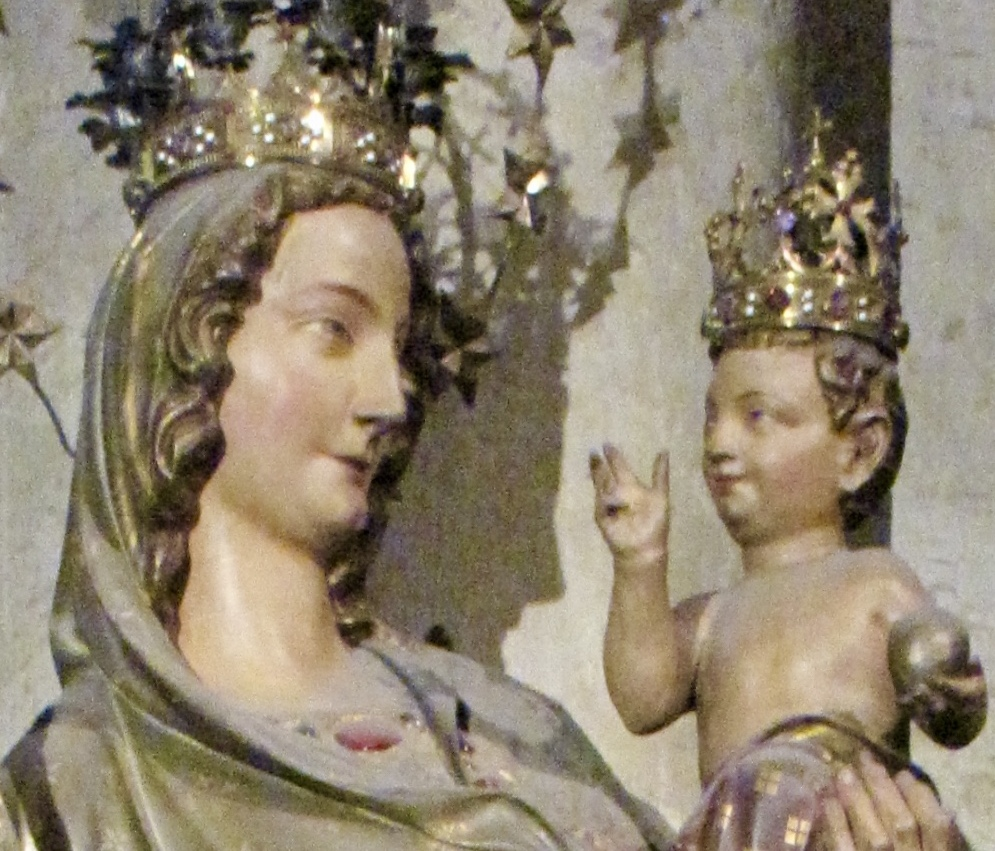
Zartes Lächeln: Blickkontakt zwischen der Muttergottes und dem Jesuskind

Die Statue ist eine lebensgroße Figur von etwa 1,65 Meter Höhe aus Walnussholz, die farbig gefasst ist. Sie stellt Maria dar, die das Jesuskind auf dem linken Arm hält. Als Attribute ihrer himmelsköniglichen Macht tragen Gottesmutter und Gotteskind Kronen und Maria in ihrer rechten Hand ein Szepter, die aus dem Barock und dem 19. Jahrhundert stammen; das Jesuskind hat einen Apfel in der linken Hand. Die Figur der Muttergottes zeigt einen leichten S-Schwung; der Bildhauer hat das Jesuskind besonders hoch auf Brusthöhe der Mutter platziert, so dass sich beide Personen anzuschauen scheinen. Der scheinbare Blickkontakt beider wird unterstrichen, indem ein zartes Lächeln auf ihren Gesichtern eingezeichnet ist. Offenbar war es den Künstlern wichtig, den Aspekt der Zuneigung besonders zu betonen. Maria trägt ein reich gefaltetes Gewand mit vier Stoffschichten, die auch farbig in gold, blau, rot gemustert und grün voneinander abgehoben sind und deren Saumlinien kunstvoll drapiert erscheinen. Die Falten laufen vom Betrachter aus von links unten nach rechts oben beim Jesuskind zusammen, der als Endpunkt der Verehrung inszeniert wird. Die bewusst gestaltete Blicklinie zwischen dem Knaben und der Mutter, die durch eine segnende Handbewegung des Kindes noch unterstrichen wird, motiviert den Betrachter zu einer Kreisbewegung, mit der er versucht, die wechselseitigen Beziehungen nachzuvollziehen.
Maria ist in dieser Figur nicht als einfache Frau des Zimmermanns und auch nicht als thronende Gottesmutter inszeniert, wie die meisten Madonnenfiguren vor ihrer Entstehungszeit. Der Mailänder Madonna haben die Künstler eine Erscheinung als zierliche Fürstin aus dem Hause Davids und als Königin des Himmels gegeben. Maria soll offenkundig höfische Eleganz ausstrahlen. Die Figur verkörpert daher das im beginnenden 14. Jahrhundert vorherrschende Schönheitsideal eines sehr schlanken Frauentypus mit kleinem Kopf. Die Künstler gaben ihr alle Züge einer höfischen Dame, wählten als Gewand allerdings eine königliche Tracht, die 100 Jahre vor der Entstehungszeit üblich gewesen war, und gaben der Gottesmutter den offenen Schleier und die frei getragenen, reich gelockten Haare der unverheirateten Frauen. Ihre Körperformen allerdings sind kaum zu erahnen, sie sind hinter der kunstvollen Drapierung der Gewänder bestenfalls angedeutet, so wie das von einer adeligen Damen zu erwarten gewesen sein mochte. Der Künstler hat darauf geachtet, dass der Busen seiner Madonna den darüber liegenden Schleier kaum empor wölbt.
Die Künstler haben das Gesicht Mariens mit besonderer Sorgfalt gestaltet. Seine Proportionen folgen geometrischen Grundsätzen. Das Antlitz gliedert sich in drei Abschnitte, die an der Stirnhöhe ausgerichtet sind. Zwei Maßeinheiten definieren die Breite des Gesichts. Marias Mund ist schmal und klein. Ein geometrischer Zug führt über die gerade Nase und läuft in den bogenförmigen Brauen aus. Darunter sind die Augen mondsichelförmig gestaltet. Ein innovatives Motiv ist das Lächeln der Muttergottes; es ist deutlich eingezeichnet, allerdings höfisch-zurückhaltend mit einem geschlossenen Mund modelliert. Insgesamt zeigt das Gesicht einen gezierten, verfeinerten Ausdruck.

## Stil und Rezeption
Die Mailänder Madonna gehört zusammen mit dem Chorpfeilerfiguren zu den „idealen Statuen der Hochgotik.“ Der Kunsthistoriker Robert Suckale hat die Mailänder Madonna in seinem Standardwerk zur Kunst in Deutschland als Referenzfigur einer Gotischen Skulptur erörtert. Die Skulptur gilt als ausgeprägtes Beispiel für den höfischen Stil, den der Dombaumeister Johannes bei der Ausgestaltung des Kölner Domchores in höchst individueller Ausprägung und mit ganzer Konsequenz umgesetzt hat. Dabei hat sich der Künstler weniger an einer bestimmten Linie der Pariser oder Reimser Skulpturenkunst orientiert. Stattdessen hat er versucht, die preziose Ausdrucksform des Honoré-Stils, der in Paris zum Ende des 13. und zu Beginn des 14. Jahrhunderts vor allem in der Buchmalerei vorherrschend war, für die Skulpturgestaltung nutzbar zu machen. Das hat das Urteil provoziert, die Skulpturen aus dem Kölner Dom seien stilistisch isoliert; dem Künstler wurde vorgehalten, seine Gestaltung sei in der pointiert-idealen Ausprägung „überfranzösisch.“
Robert Suckale hat jüngst vorgeschlagen, dass die Kölner Domfiguren nicht nur als abschließender Höhepunkt der manieristischen Phase der gotischen Skulptur zu verstehen seien, sondern auch als frühes Beispiel des Kunststiles begriffen werden sollten, der ab Mitte des 14. Jahrhunderts Weicher Stil genannt wird. “Es sollte ernster genommen werden, dass die Familie Peter Parlers, des künstlerisch führenden Kopfes der zweiten Jahrhunderthälfte, eng mit der Kölner Dombauhütte verbunden war.”
Der Kunststil verbreitete sich in ganz Europa und zeigt sich unter anderem bei der Madonna von Michle (Prag) oder der schlesischen Madonna auf dem Löwen (Breslau).